# Karmala
Karmala é uma cidade  no distrito de Solapur, no estado indiano de Maharashtra.

## Geografia
Karmala está localizada a 18° 25′ N, 75° 12′ L. Tem uma altitude média de 562 metros (1843 pés).

## Demografia
Segundo o censo de 2001, Karmala tinha uma população de 21,933 habitantes. Os indivíduos do sexo masculino constituem 52% da população e os do sexo feminino 48%. Karmala tem uma taxa de literacia de 71%, superior à média nacional de 59.5%: a literacia no sexo masculino é de 78% e no sexo feminino é de 64%. Em Karmala, 14% da população está abaixo dos 6 anos de idade.